# Häive
Häive är ett finländskt black/folk metal band som grundades år 2002 i Imatra.

## Medlemmar
Nuvarande medlemmar
- Varjosielu (Janne Väätainen) – sång, gitarr, basgitarr, trummor, munspel, kantele, flöjt, slagverk, domra, m.m. (2002– )

Tidigare medlemmar
- Noitavasara (Lari Hammarberg) – sång

## Diskografi
Demo
- 2003 – Yössä Vainajien
- 2005 – Vaiti
- 2005 – Epätoivon Vuoksi

Studioalbum
- 2007 – Mieli Maassa
- 2017 – Iätön

EP
- 2010 – Saimaata ei sanoilla selitä

Annat
- 2007 – Wyrd / Häive / Kehrä (delad album)